# Ефимова, Нина Аркадьевна
Ни́на Арка́дьевна Ефи́мова (6 июля 1953, Санчурск, Кировская область, РСФСР, СССР) — советский и российский журналист, искусствовед, краевед. Заместитель главного редактора республиканской газеты «Марийская правда» (1983—2000). Кандидат исторических наук, доцент Марийского государственного университета. Заслуженный работник культуры Российской Федерации (2003).

## Биография
Родилась 6 июля 1953 года в п. Санчурск Кировской области РСФСР.
В 1975 году окончила Казанский государственный институт культуры.
В 1975 году приехала в г. Йошкар-Олу Марийской АССР: корреспондент, заведующая отделом культуры литературы и искусства, в 1983—2000 годах — заместитель главного редактора республиканской газеты «Марийская правда».
С 2001 года — доцент кафедры русской и зарубежной литературы Марийского государственного университета. Защитила кандидатскую диссертацию «Периодическая печать Республики Марий Эл в условиях трансформации общества, 1985—2000 годы», кандидат исторических наук (2001).
С 2003 года — главный редактор регионального приложения «Аргументы и факты» в Марий Эл.
Является автором краеведческих книг «Марий Эл сегодня» (1990), «Тайны марийского язычества» (1991), «Марий Эл: Путевые заметки о земле родной и её людях» (1997) и других.
Является членом жюри фестиваля «Йошкар-Ола театральная».
В 1998 году ей присвоено звание «Заслуженный журналист Республики Марий Эл», а в 2003 году — почётное звание «Заслуженный работник культуры Российской Федерации». Награждена медалями и почётными грамотами.
В настоящее время проживает в г. Йошкар-Оле — столице Республики Марий Эл.

## Признание заслуг
- Заслуженный работник культуры Российской Федерации (24 октября 2003)[1][2] — за заслуги в области культуры и многолетнюю плодотворную работу[10]
- Заслуженный журналист Республики Марий Эл (1998)[1][2]
- Лауреат Премии Союза журналистов Республики Марий Эл[3][3]